# أوليغ رومانتسيف

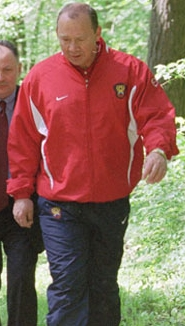
أوليغ رومانتسيف

أوليغ رومانتسيف (الروسية: Олег Иванович Романцев)، من مواليد 4 يناير 1954، لاعب كرة قدم سوفييتي سابق، ومدرب كرة قدم سوفييتي روسي سابق.
لعب مع منتخب الاتحاد السوفييتي لكرة القدم.
درب منتخب روسيا لكرة القدم بين عامي 1994 و1996، وعاد إلى تدريبهم في 1999 حتى عام 2002.

## روابط خارجية
- أوليغ رومانتسيف على موقع الاتحاد الدولي (مؤرشف)  (الإنجليزية)
- أوليغ رومانتسيف على موقع قاعدة بيانات كرة القدم.إي يو (الإنجليزية)
- أوليغ رومانتسيف على موقع ناشيونال فوتبول تيمز (الإنجليزية)
- أوليغ رومانتسيف على موقع Soccerway.com (الإنجليزية)
- أوليغ رومانتسيف على موقع عالم كرة القدم.نت (الإنجليزية)
- أوليغ رومانتسيف على موقع اللجنة الأولمبية الدولية (الإنجليزية)
- أوليغ رومانتسيف على موقع أوليمبيديا (الإنجليزية)